# Ancylotrypa brevicornis
Ancylotrypa brevicornis is een spinnensoort uit de familie Cyrtaucheniidae. De soort komt voor in Zuid-Afrika.